# Наоми Скот
Наоми Грејс Скот (Хаунзлов, 6. мај 1993) енглеска је глумица и певачица. Најпознатија је по главној улози принцезе Јасмине у Дизнијевој адаптацији музичко-фантастичног филма Аладин (2019). Такође је допринела музици из филма Аладин. Скотова је глумила и у научнофантастичној драмској серији Тера Нова (2011) и тинејџерском филму Дизни канала, Кисела фаца (Lemonade Mouth) (2011), а глумила је и лик Кимберли Харт у суперхеројском филму Моћни Ренџери (Power Rangers) (2017).